# Jelena Mikulicz
Jelena Władimirowna Mikulicz (ros. Елена Владимировна Микулич; ur. 21 lutego 1977 w Mińsku) – białoruska wioślarka. Brązowa medalistka olimpijska z Atlanty.
Zawody w 1996 były jej jedynymi igrzyskami olimpijskimi. Brązowy medal w 1996 wywalczyła w ósemce. Na mistrzostwach świata zdobyła dla Białorusi złoty krążek w czwórce bez sternika w 1999. 